# 住友平
住友 平（すみとも たいら、1943年8月17日 - 2023年10月11日）は、大阪府大阪市阿倍野区出身のプロ野球選手（内野手）・コーチ・監督、解説者。

## 来歴・人物

### プロ入り前
浪商高校では3度甲子園に出場。2年次の1960年には1年生エース尾崎行雄を擁し、五番打者、二塁手として夏の選手権に出場したが、2回戦で法政二高の柴田勲に完封負けを喫した。3年次の1961年には三番打者として春夏連続出場を果たし、春の選抜では準々決勝でまたも法政二高に敗れるが、1回戦で大会第1号本塁打を記録している。夏の選手権では、準々決勝で中京商の山中巽から本塁打を放つなど活躍し、順調に勝ち進む。準決勝で因縁の法政二高を延長11回2-4で破って決勝に進出し、桐蔭高を1-0で降して優勝。高校同期に捕手の大塚弥寿男、三塁手の大熊忠義、2学年下には大学でも後輩となる外野手の高田繁がいた。
卒業後は1962年に明治大学へ進学し、東京六大学野球リーグでは優勝に届かなかったが、2年次の1963年春季リーグでベストナイン（二塁手）に選出される。同年秋季リーグの立教2回戦では、走者であった土井正三との接触プレーを巡り、高校同期の前田周治（立大－立正佼成会－河合楽器）との乱闘事件を起こす。2年先輩の主将倉島今朝徳が責任を取って出場停止処分を受けるなど大きな不祥事となった。4年次の1965年春季リーグは法大と優勝を争うが惜しくも2位に終わった。大学同期にはエースの村井俊夫（日立製作所）、一塁手の米沢武らがいた。

### 現役時代
同年のドラフト3位で阪急ブレーブスに入団し、1年目の1966年からレギュラー二塁手となる。チャンスメーカーとして活躍したが、2年目の1967年から山口富士雄が二塁手に回り、激しいポジション争いが長年続く。同年7月30日の東京戦（東京）では、2024年現在も日本プロ野球史上唯一の「無補殺三重殺（1人でのトリプルプレー）」を達成しているが、この時の打者は高校の同級生の大塚であった。
1967年からのリーグ3連覇、1971年からのリーグ2連覇に貢献し、巨人との5度の日本シリーズに出場。1967年のシリーズでは直前に山口が故障したこともあり、全6戦に二塁手として先発したが、18打数2安打と活躍の場はなかった。1968年のシリーズは山口と併用され3試合に先発出場、1969年、1971年のシリーズとも代打での2試合出場にとどまる。1972年の日本シリーズでは全5試合に先発出場して15打数4安打、10月21日の第1戦（後楽園）では堀内恒夫から先制ソロ本塁打を放つ。
1973年には自己最多の127試合出場で初めて規定打席に到達（21位、打率.263）、初の2桁となる10本塁打も放ち、南海とのプレーオフでは敢闘賞を受賞。
1974年には2年連続2桁で自己最多の12本塁打を放つが、チームはプレーオフでロッテに敗退。球団は課題であるセンターラインの強化として二塁手にボビー・マルカーノ、外野手にバーニー・ウイリアムスを獲得した結果、住友はレギュラーを奪われ、長池徳士は指名打者に回された。
阪急黄金時代を築いた名脇役であったが、1975年限りで現役を引退。
同年オフの11月8日には「東京六大学野球連盟結成50周年記念試合プロOB紅白戦」メンバーに選出され、早大OBの荒川博監督率いる白軍の選手として出場。

### 指導者・解説者として
引退後は上田利治監督の右腕として、阪急→オリックスで二軍打撃コーチ（1976年 - 1982年）・一軍打撃コーチ（1983年 - 1988年）・二軍監督（1989年）・ヘッドコーチ（1990年）を務め、当時在籍していたブーマー・ウェルズは「住友さんという素晴らしい打撃コーチがいた。彼はピッチャーがどのように攻めてくるか研究して的確なアドバイスをくれた」、「僕が変化球に対応できるようになったのはスミサンのおかげでもあるんだ。彼はアメリカ、日本を通じてもっとも優秀なコーチだと思っているよ。僕が投げかける質問には全て答えてくれたからね。スミサンは「このピッチャーは真っすぐ、シュート、カーブ、フォークを投げる」と教えてくれたり、「このピッチャーのフォークを狙え。」というように、具体的にアドバイスをしてくれたんだ。」と語っている。オリックス退団後は近鉄で一軍打撃・守備走塁コーチ（1991年 - 1993年）、二軍監督（1994年）を務めた。1995年からは上田の監督就任に伴い日本ハムヘッドコーチに就任し、上田の休養に伴い1996年、1999年と17試合指揮を執った。1999年退任。日本ハム退団後はテレビ埼玉「TVSヒットナイター」解説者（2000年 - 2006年）を経て、2007年にはオリックス・バファローズ二軍「サーパス」監督に就任。2008年5月22日にはテリー・コリンズ監督の退団に伴い、チーフコーチに異動し、2009年まで務めた。
2度目のオリックス退団後は2010年から2015年まで、関メディベースボール学院でコーチ・監督を務めていた｡
2023年10月11日、細菌性肺炎のため、大阪府豊中市の病院で死去した。80歳没。

## 詳細情報

### 年度別打撃成績
| 年 度      | 球 団      | 試 合 | 打 席 | 打 数 | 得 点 | 安 打 | 二 塁 打 | 三 塁 打 | 本 塁 打 | 塁 打 | 打 点 | 盗 塁 | 盗 塁 死 | 犠 打 | 犠 飛 | 四 球 | 敬 遠 | 死 球 | 三 振 | 併 殺 打 | 打 率 | 出 塁 率 | 長 打 率 | O P S |
| ---------- | ---------- | ----- | ----- | ----- | ----- | ----- | -------- | -------- | -------- | ----- | ----- | ----- | -------- | ----- | ----- | ----- | ----- | ----- | ----- | -------- | ----- | -------- | -------- | ----- |
| 1966       | 阪急       | 89    | 313   | 280   | 34    | 60    | 10       | 3        | 6        | 94    | 24    | 13    | 5        | 4     | 2     | 22    | 0     | 5     | 58    | 3        | .214  | .283     | .336     | .619  |
| 1967       | 阪急       | 103   | 240   | 220   | 21    | 45    | 9        | 2        | 4        | 70    | 20    | 7     | 0        | 3     | 2     | 12    | 0     | 3     | 51    | 3        | .205  | .255     | .318     | .573  |
| 1968       | 阪急       | 79    | 199   | 187   | 28    | 50    | 8        | 3        | 6        | 82    | 17    | 8     | 2        | 1     | 0     | 10    | 0     | 1     | 33    | 2        | .267  | .308     | .439     | .747  |
| 1969       | 阪急       | 60    | 95    | 85    | 9     | 17    | 0        | 0        | 2        | 23    | 6     | 1     | 1        | 0     | 0     | 9     | 0     | 1     | 13    | 2        | .200  | .284     | .271     | .555  |
| 1970       | 阪急       | 68    | 167   | 153   | 28    | 45    | 9        | 0        | 6        | 72    | 29    | 18    | 1        | 2     | 2     | 8     | 0     | 2     | 23    | 0        | .294  | .337     | .471     | .808  |
| 1971       | 阪急       | 74    | 143   | 117   | 20    | 27    | 3        | 2        | 3        | 43    | 15    | 6     | 2        | 4     | 1     | 15    | 2     | 6     | 15    | 1        | .231  | .348     | .368     | .716  |
| 1972       | 阪急       | 76    | 153   | 138   | 25    | 46    | 9        | 1        | 4        | 69    | 18    | 6     | 4        | 3     | 1     | 11    | 0     | 0     | 18    | 2        | .333  | .383     | .500     | .883  |
| 1973       | 阪急       | 127   | 558   | 453   | 82    | 119   | 14       | 3        | 10       | 169   | 62    | 21    | 12       | 13    | 4     | 72    | 0     | 15    | 48    | 10       | .263  | .381     | .373     | .754  |
| 1974       | 阪急       | 121   | 396   | 348   | 37    | 83    | 17       | 3        | 12       | 142   | 37    | 13    | 6        | 2     | 2     | 37    | 1     | 7     | 32    | 8        | .239  | .324     | .408     | .732  |
| 1975       | 阪急       | 82    | 116   | 97    | 7     | 19    | 2        | 1        | 2        | 29    | 8     | 3     | 2        | 3     | 2     | 12    | 0     | 2     | 13    | 2        | .196  | .297     | .299     | .596  |
| 通算：10年 | 通算：10年 | 879   | 2380  | 2078  | 291   | 511   | 81       | 18       | 55       | 793   | 236   | 96    | 35       | 35    | 16    | 208   | 3     | 42    | 304   | 33       | .246  | .327     | .382     | .709  |

### 通算監督成績
- 17試合 7勝9敗1分 勝率.438

### 表彰
- パ・リーグプレーオフ敢闘賞：1回 （1973年）

### 記録
初記録
- 初出場・初先発出場：1966年4月9日、対東映フライヤーズ1回戦（後楽園球場）、2番・三塁手で先発出場

その他の記録
- 無補殺三重殺：1967年7月30日、対東京オリオンズ戦（東京スタジアム）、打者：大塚弥寿男 ※日本プロ野球史上唯一

### 背番号
- 28 （1966年 - 1971年）
- 24 （1972年 - 1975年）
- 65 （1976年 - 1990年）
- 74 （1991年 - 1994年）
- 82 （1995年 - 1999年）
- 96 （2007年 - 2009年）